# Cerámica romana

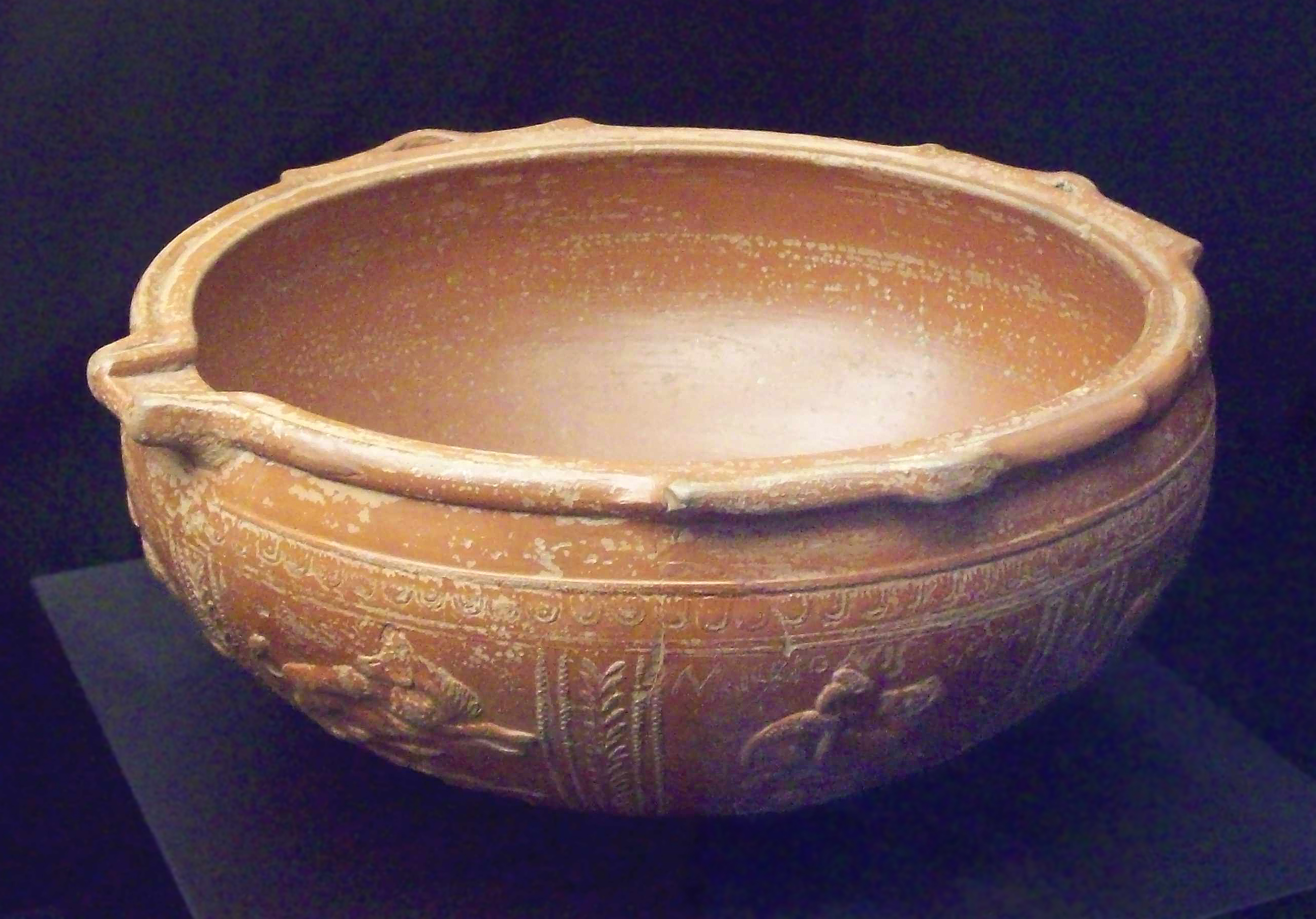
Cuenco de Terra Sigilata Hispánica hallado en Cástulo (siglo I d. C., M.A.N., Madrid)

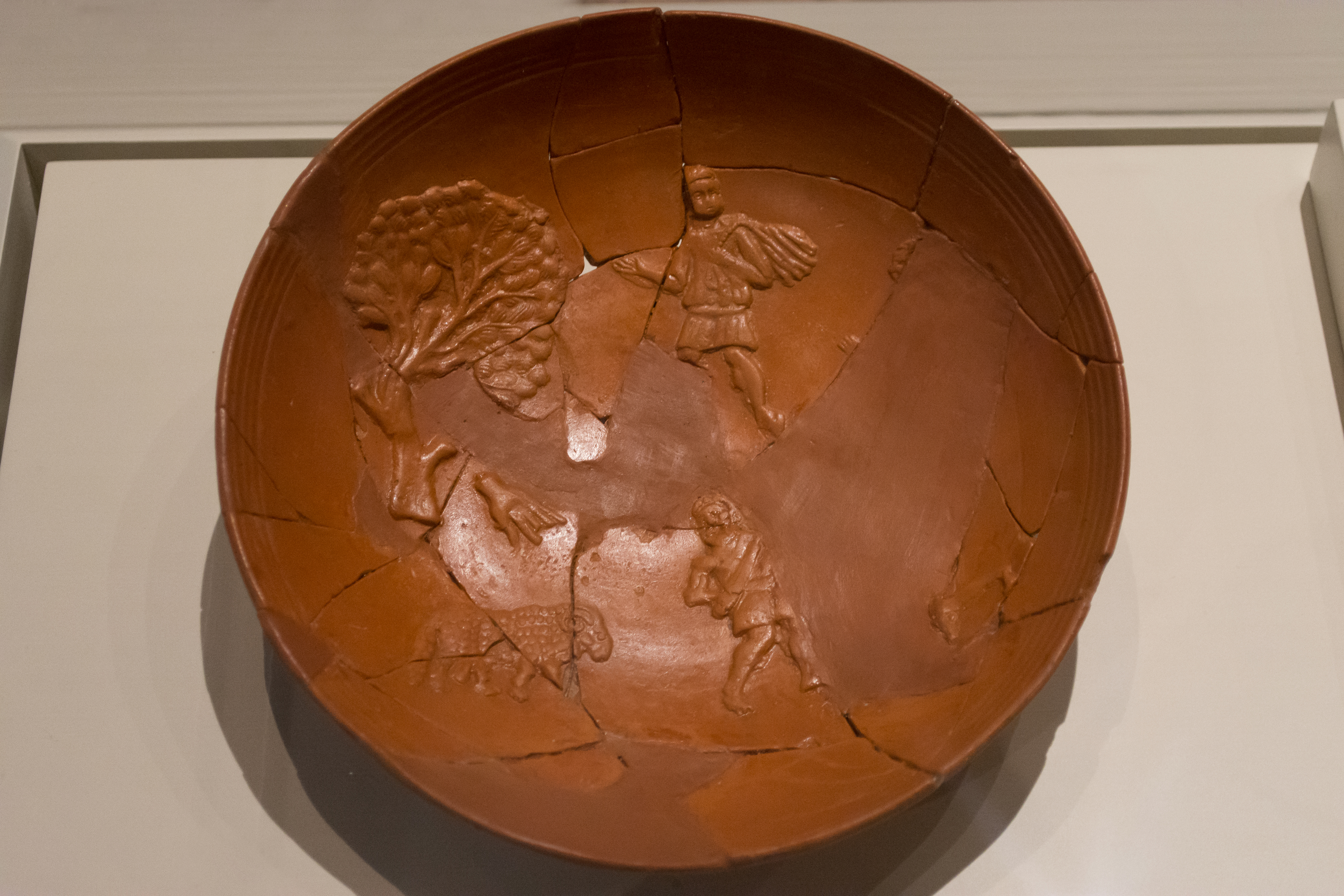
Plato con representación del sacrificio de Isaac, s. IV

Cerámica romana es el conjunto de producciones de muy diversas procedencias, categorías técnicas y zonas de comercialización o difusión. Desde producciones locales fruto de artesanos anónimos que surten una demanda muy próxima, fabricadas con técnicas y formas de la tradición local, hasta lujosas y sofisticadas vajillas con influencias helenísticas y orientales salidas de afamados talleres altamente especializados que firman sus productos y los difunden por los más apartados rincones del orbe romano. Este fenómeno abarca un dilatado espacio cronológico, que comprende desde época republicana, con producciones como las campanienses, herederas directas de las cerámicas áticas y etruscas, que se remontan al siglo IV a. C., hasta el fin del Imperio con manufacturas que prolongan su tradición a lo largo de toda la tardoantiguedad hasta los albores de la Edad Media, es decir más de 1000 años de historia.
A este ámbito espacio temporal se une una ingente variedad funcional y formal: cerámicas comunes de mesa, cocina y despensa, de almacenaje y transporte, ánforas, lucernas, conmemorativas, cerámicas de tocador o vajillas finas y de lujo como la terra sigillata, -sin olvidar los más modestos materiales cerámicos de construcción, que dieron soporte a una política de edificación sin paralelo en el mundo antiguo-, configuran un inmenso legado material y cultural, de sustancial valor para arqueólogos, ceramólogos y estudiosos de la Antigüedad en general.
Tal diversidad técnica, formal, funcional, geográfica y cronológica va acompañada de una gran variedad decorativa que abarca casi todas las técnicas conocidas: pintura, incisión, escisión, bruñido, estampillado, burilado, barbotina o relieve aplicado y quizá la más difundida de todas, el moldeado, que da lugar a la primera producción en masa de la Historia, la terra sigillata. Algunos de estos productos llegaron a alcanzar tal grado de perfección que hoy se consideran verdaderas obras de arte.
Desde su nacimiento hasta su muerte cada habitante romano precisaba cerámicas de todo tipo para todas las actividades de la vida diaria, de manera directa o indirecta. Su presencia en la vida cotidiana era tan constante como el plástico en la nuestra. Tan vasto mercado condujo a una ingente y permanente demanda provocando que la actividad alfarera llegara a ser la mayor industria manufacturera de la época. Incluso las legiones romanas disponían de sus propios talleres, lo que supuso también una gran pluralidad de producciones militares.
Esta diversidad y consiguiente abundancia representa para arqueólogos e historiadores un extraordinario reto de investigación a la vez que una herramienta de singular valor para la datación de los yacimientos, el estudio de las corrientes comerciales en cada periodo y lugar e incluso para analizar la penetración de las influencias romanas entre aquellos pueblos, que bien mediante el comercio o la conquista tomaron contacto con Roma. En el campo de la cerámica común romana del Mediterráneo Occidental, es referente la tesis doctoral de la arqueóloga Mercedes Vegas, publicada en 1973.

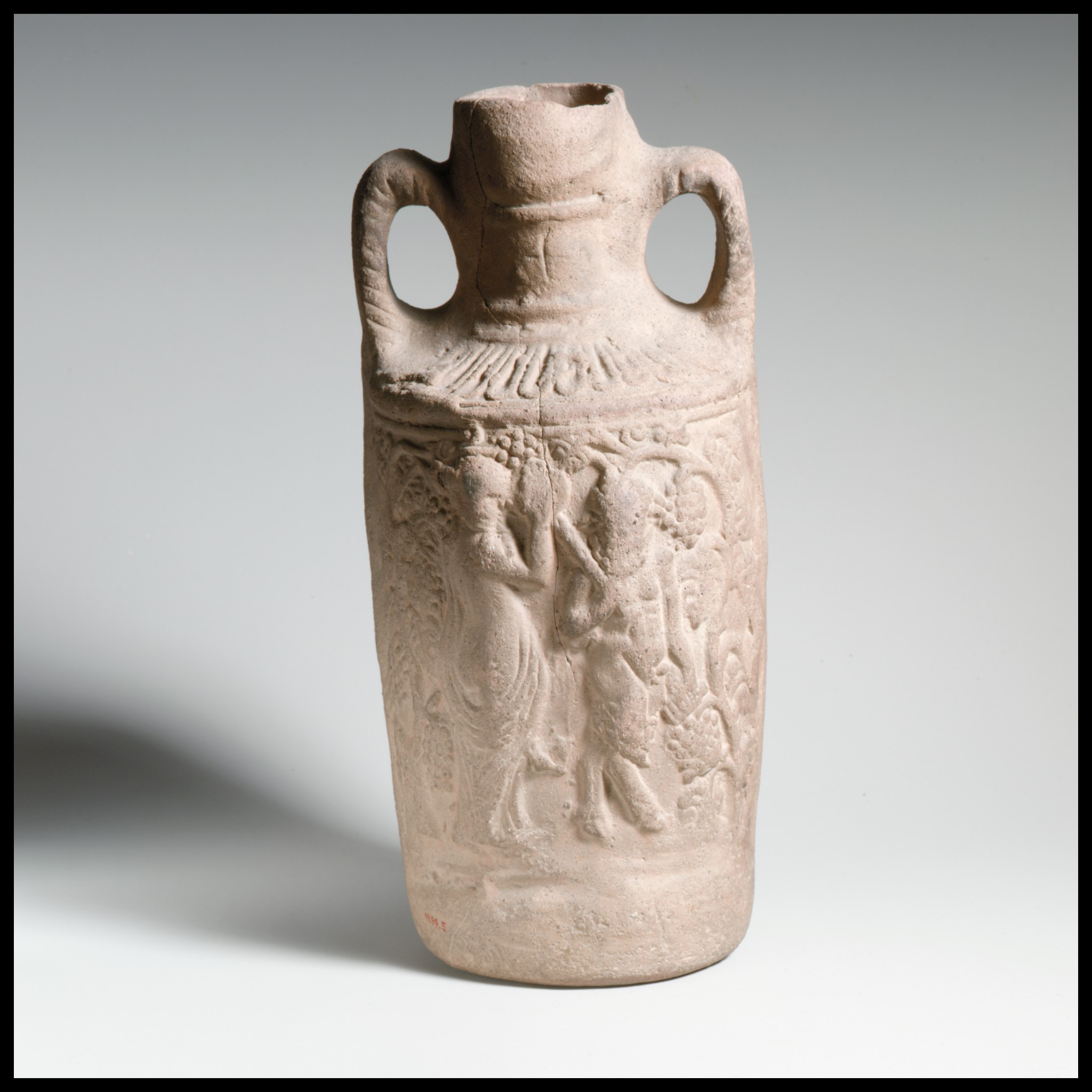
Ánfora de terracota
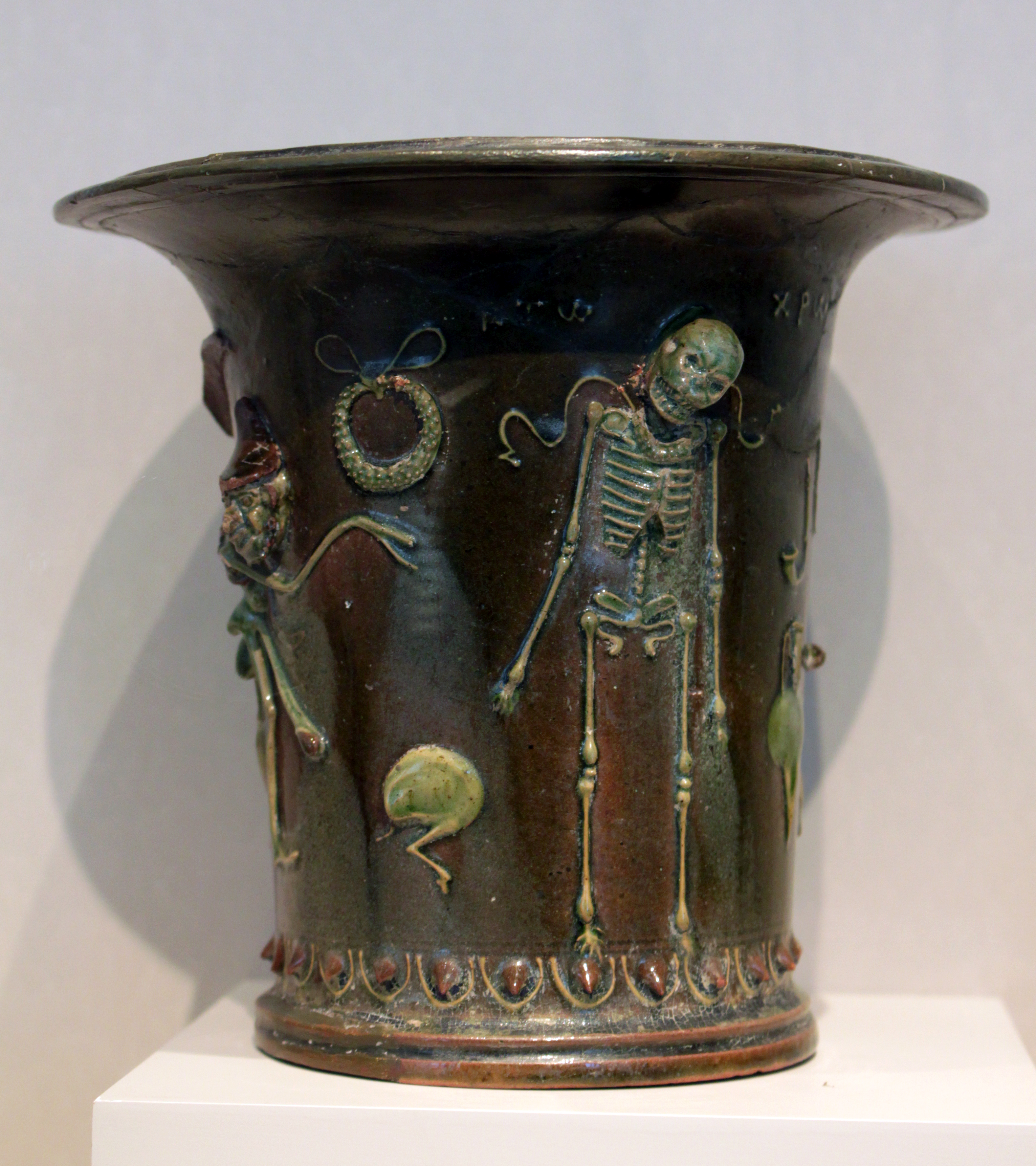
Cerámica vidriada, s.I adC-s.I
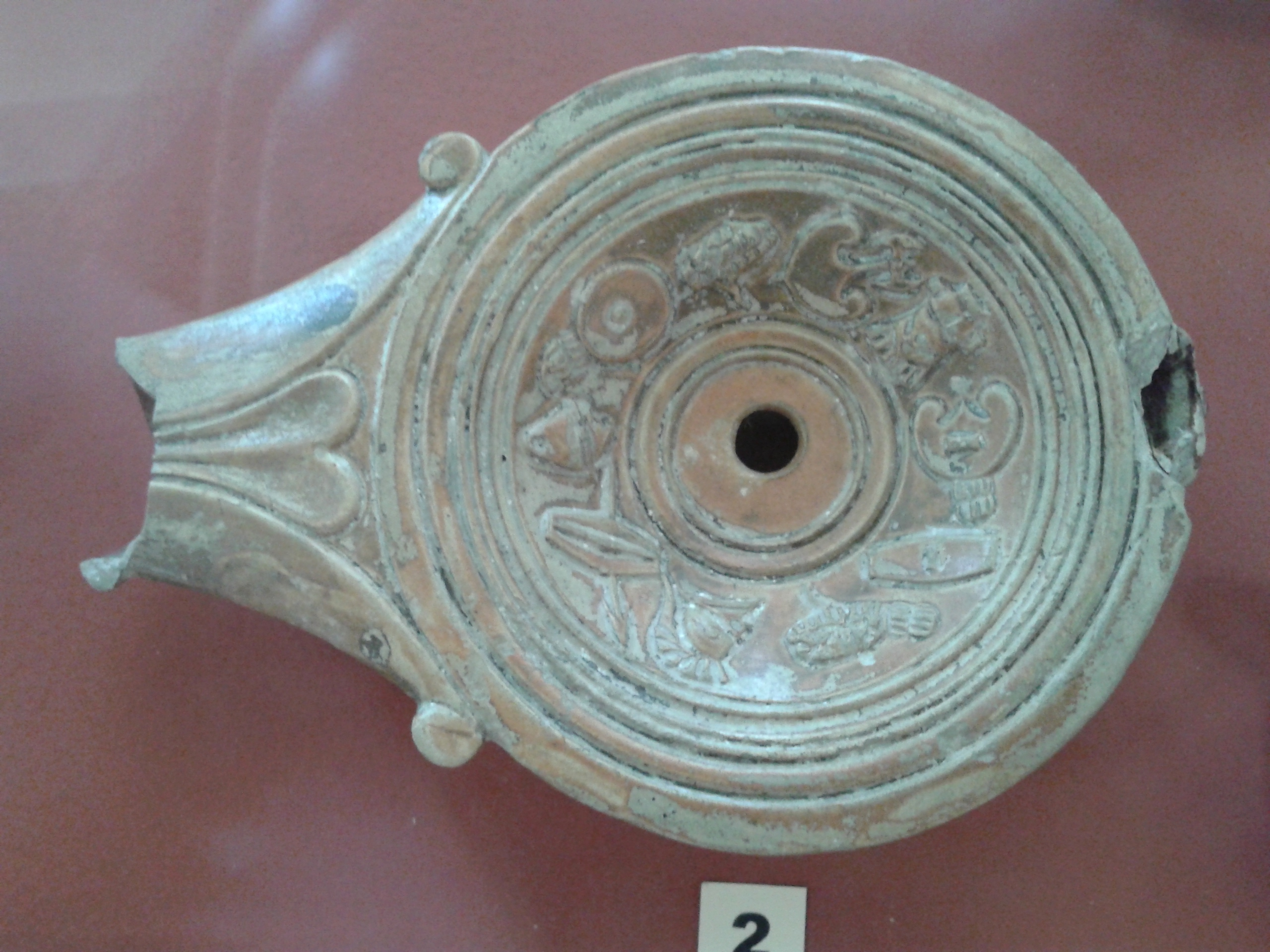
Lámpara de aceite
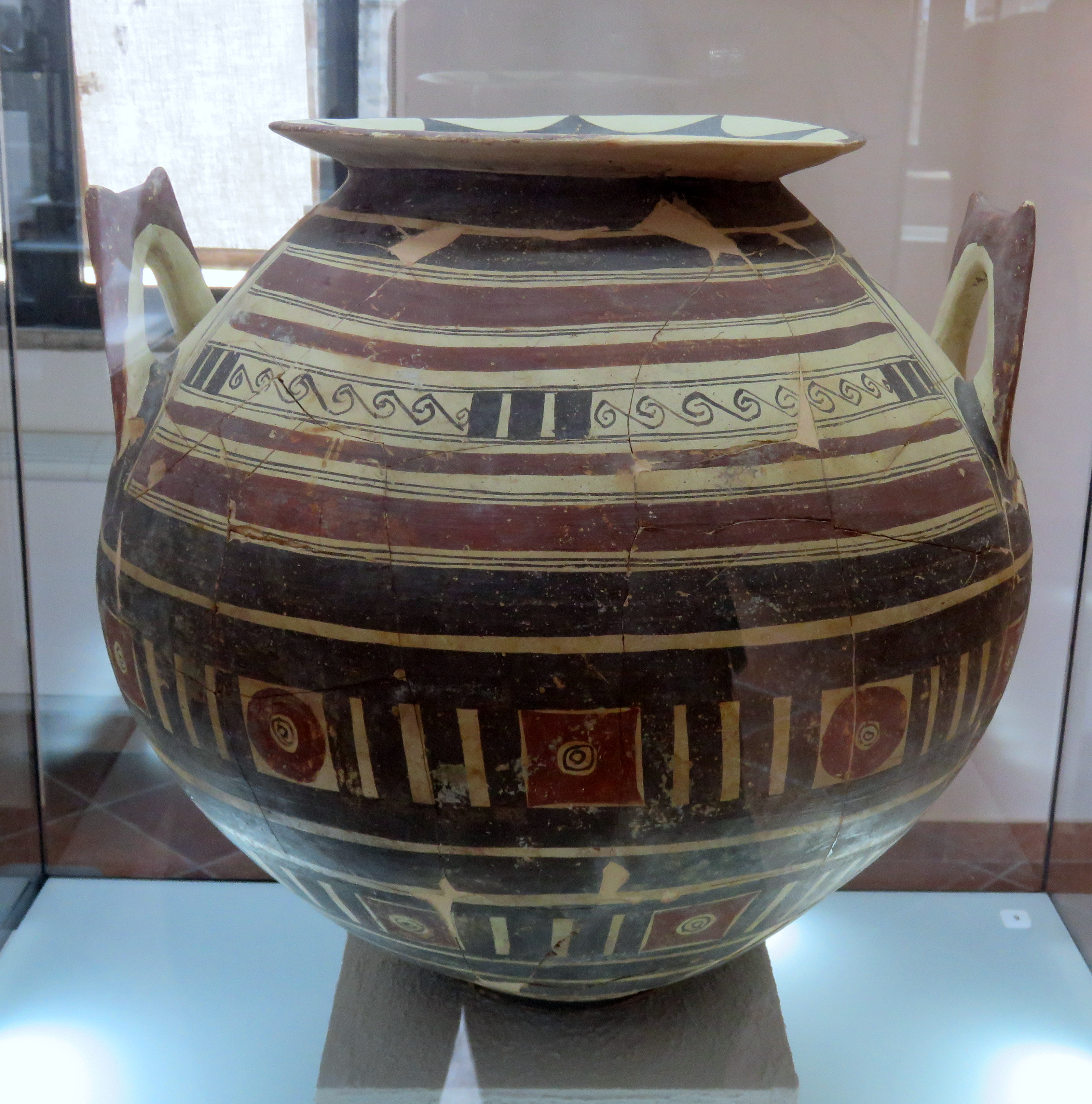
Olla con motivos geométricos, s. VII adC
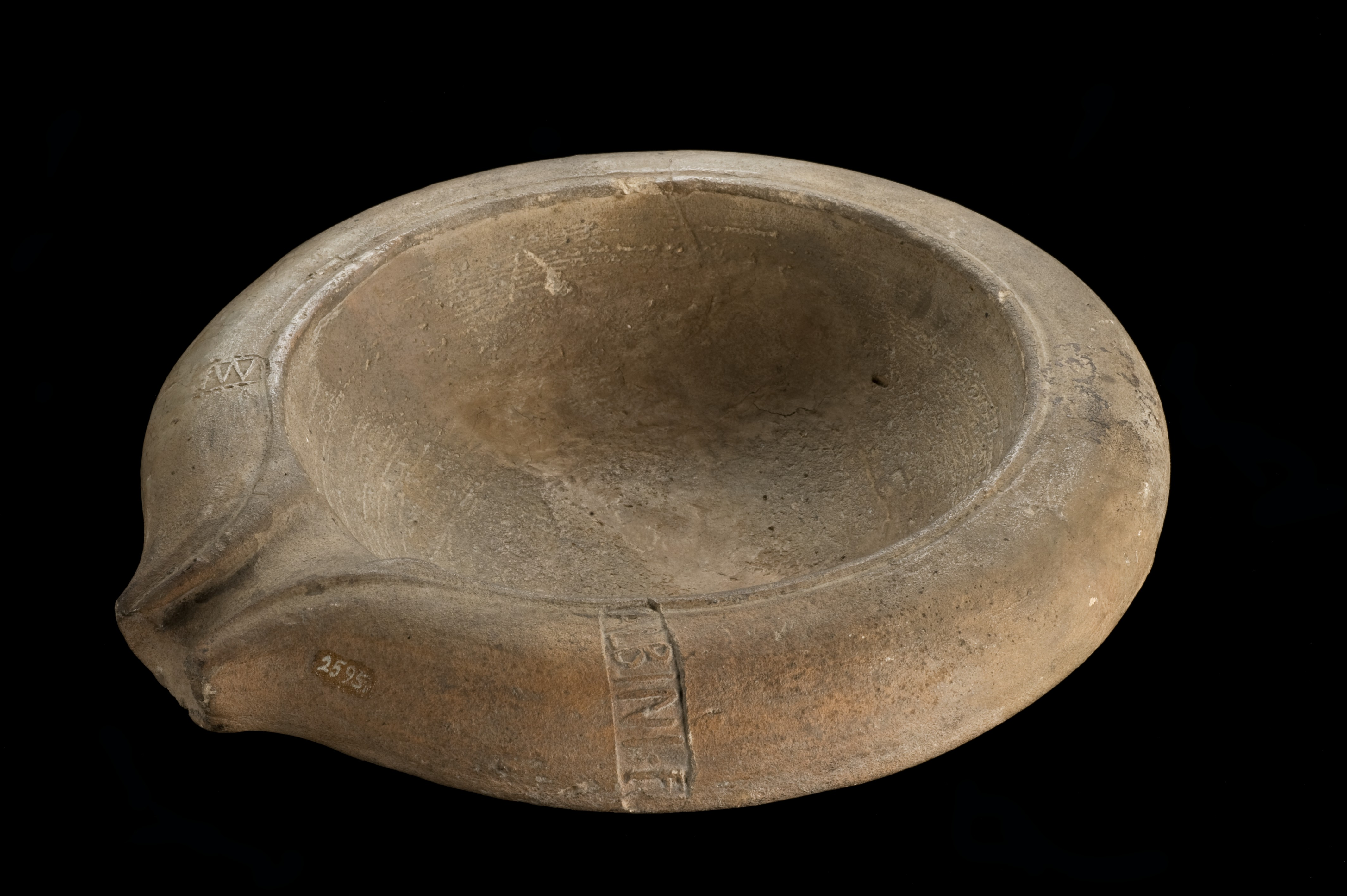
Mortero de terracota
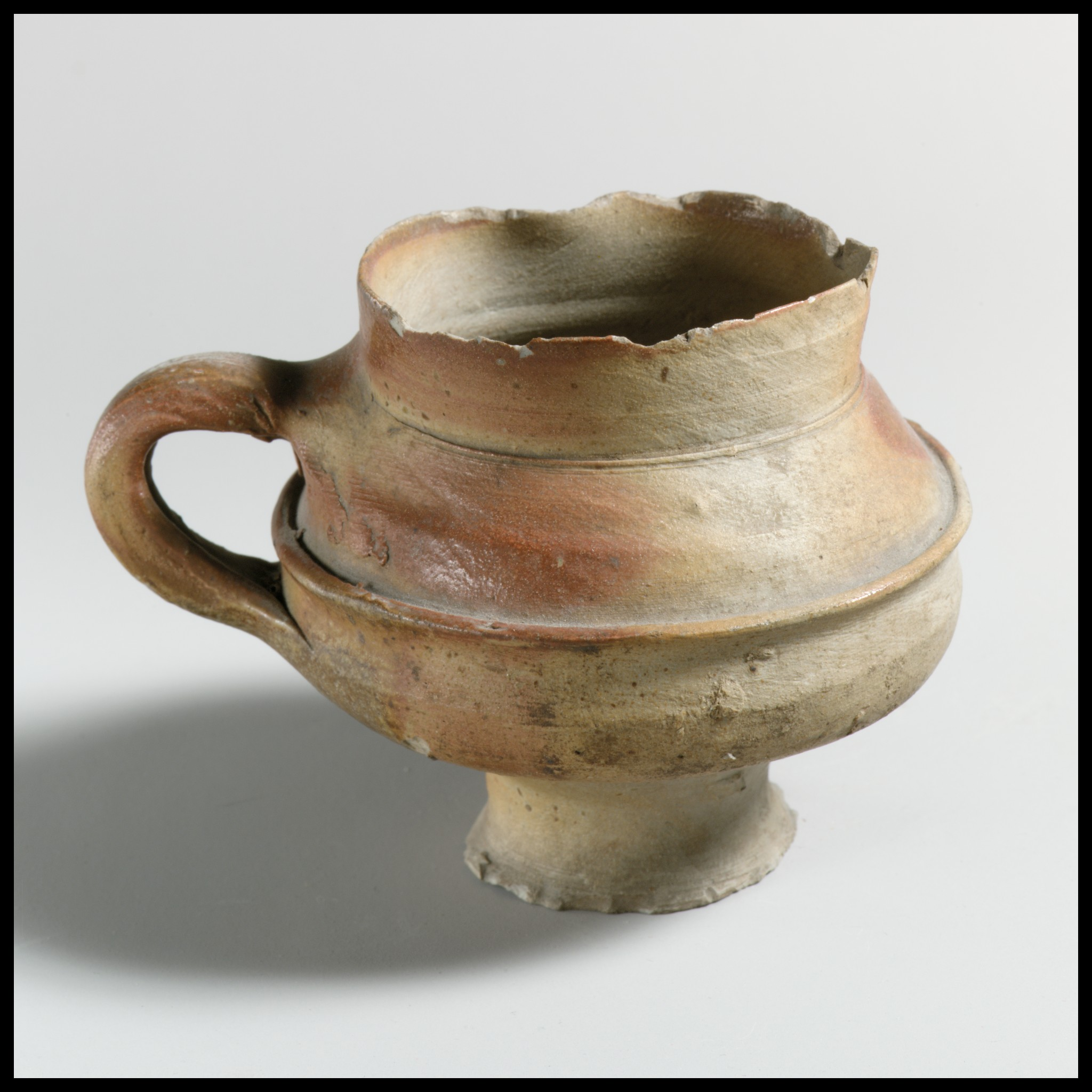
Copa romana

## Tipos de cerámica romana
- Cerámica campaniense
- Cerámica de relieves italogriega o megárica
- Cerámica de engobe rojo pompeyano
- Terra sigillata
  - Itálica (TSI)
  - Gálica (TSG)
    - Sudgálica
    - Centro de la Galia
    - Este de la Galia

  - Galica Tardía
  - Hispánica (TSH)
  - Hispánica tardía (TSHT)
  - Hispánica brillante (TSHB)
  - Clara o Africana
    - Africana A
    - Africana A/D
    - Africana C
    - Africana D
    - Africana E

  - Clara B y Lucente
  - Sigillata Orienta
  - Otras sigillatas
- Cerámica común imitación de sigillata
- Cerámica corintia
- Cerámica focense
- Cerámica pintada
- Cerámica de paredes finas
- Cerámica vidriada
- Cerámica engobada
- Cerámica común
  - De mesa
  - De cocina y despensa
    - Morteros
- Cerámica africana de cocina
- Cerámica de tocador
- Cerámicas de almacenaje y transporte
  - Ánforas
- Lucernas
- Materiales cerámicos y construcción